# 楊志軍
楊志軍（1955年5月—），籍贯河南孟津，生於青海西宁，中國作家。1981年毕业于青海师范大学中文系。曾任報社記者駐於青藏高原。1995年开始定居于山东青岛。
楊志軍的長篇小說《海昨天退去》得到中國「全國文學新人獎」，《環湖崩潰》得到「《當代》文學獎」，紀實文學《喜瑪拉雅之謎》得到「人民文學獎」。2005年出版的長篇小說《藏獒》為暢銷書，並在2006年獲第1屆紅樓夢獎入圍推薦獎。同年出版第一本散文集《遠去的藏獒》。2023年，長篇小說《雪山大地》獲得第十一屆茅盾文學獎。